# Jean Paul Egide Martini
Jean Paul Egide Martini (31 de agosto de 1741, Freystadt – 10 de fevereiro de 1816, Paris) foi  um compositor de música clássica. Seu nome verdadeiro era Johann Paul Ägidius Martin ou Johann Paul Ägidius Schwarzendorf, mas também era chamado de Martini Il Tedesco. Martini é mais popularmente conhecido principalmente por ter composto a canção popular romântica "Plaisir d'Amour", traduzida para português como "Prazer do Amor". Elvis Presley em 1961 escreveu a música "Can't Help Falling in Love" baseado nesta mesma música.

## Biografia
Martini nasceu em Freystadt, na Baviera. O seu pai era um professor chamado Andreas Martini, e sua mãe Bárbara morreu quando ele tinha apenas seis anos. Frequentou uma escola jesuíta onde atuou como organista aos 16 anos. Em seguida, foi estudar filosofia em Freiburg im Breisgau, mas logo abandonou os estudos para se dedicar à música que lhe interessava mais. Ele adotou o sobrenome Martini depois de se mudar para a França ainda jovem, e lá estabeleceu uma carreira de sucesso como músico da corte. Sua carreira tomou um rumo decisivo depois que se mudou para Paris, onde compôs a maioria das marchas militares e óperas. Como fazia concertos diretamente para a Rainha, adaptou-se aos novos regimes da Revolução Francesa, e depois escreveu músicas para o casamento de Napoleão. Em 1764, casou-se com Marguerite Camelot. Sua ópera L'amoureux de quinze ans, escrita em 1771 foi de enorme sucesso, e ainda, sua altamente popular música religiosa combinava aspectos antigos com modernos teatrais, e suas canções como "Plaisir D'Amour" foram de enorme influência.  Em 1788 foi nomeado superintendente de música do rei e chefe da música religiosa. Em 1800 tornou-se professor de composição no Paris Conservatoire. Faleceu, ainda em Paris, em 1816, e foi enterrado no Cemitério do Père-Lachaise.

## Trabalhos conhecidos
- Annette et Lubin (ópera)
- Sappho (ópera, 1794), com libreto de Constance de Salm;[1]
- L'amoureux de quinze ans, ou La double fête (1771)
- Le Droit du Seigneur (1783)
- Plaisir d'amour, canção (1784)
- "Prière pour le Roi" (música política - 1793)
- Scene héroïque pour Napoléon (1814)
- Requiem pour Louis XVI et Marie Antoinette (1816)